# Ion Cristoiu
Ion Cristoiu (n. 16 noiembrie 1948, Găgești, România) este un jurnalist, scriitor, analist politic român. În prezent este editorialist la cotidianul Evenimentul Zilei. Cristoiu este considerat de unii o figură controversată din cauza presupusei sale implicări ca informator al Securității. Aceste acuzații nu au fost niciodată dovedite.

## Studii
Ion Cristoiu a studiat la liceul din orașul Panciu, iar mai apoi a urmat cursurile Facultății de Filosofie din cadrul Universității Babeș-Bolyai din Cluj-Napoca, pe care a absolvit-o în 1971.

## Activitate profesională

### Cronologie
- 1971: asistent universitar
- 1971–1980: editor și director adjunct la Viata Studențească
- 1980–1983: editor Scînteia tineretului și șef pe departamentul Cultură, morală și reportaje
- 1983–1989: editor la magazinele Teatru și Secvența
- 1990: director la Express Magazin
- 1990–1992: director la săptămânalul Zig-Zag
- 1992–1997: director la cotidianul Evenimentul Zilei
- 1997–1998: editorialist la cotidianul Național
- 1998–1999: director la cotidianul Cotidianul
- 1999–2000: director la cotidianul Azi
- 2003: director al postului Realitatea TV
- 2004–2006: editorialist la Jurnalul Național
- 2006–2008: invitat permanent Sinteza zilei cu Mihai Gâdea (Antena 3)
- 2006–2008: moderatorul emisiunii Zig-Zag (Antena 3)
- 2007–2009: moderatorul emisiunii Ora presei (Antena 2)
- 2014 - prezent: deținător și publicist al site-ului cristoiublog.ro
- 2020 - prezent: invitat permanent al emisiunii „Marius Tucă Show” (Gândul.ro)
- 2022 - 2023: realizatorul emisiunii „Față în față cu Ion Cristoiu” (Gândul.ro)
- 2022 - prezent: co-moderator al emisiunii Gândurile lui Cristoiu (Aleph News)

### Jurnalism
Ion Cristoiu debutează ca gazetar încă din perioada studenției în 1968 la Viața Studențească. Pentru o scurtă perioadă 1971-1974 părăsește această meserie revenind în breaslă în anul 1974 ca redactor șef adjunct la același ziar. Tot în această perioadă devine redactor șef adjunct și la revista Amfiteatru. În 1979 Ion Cristoiu este numit redactor șef adjunct la Scînteia tineretului pe domeniul cultură și coordonează Tineretul Liber și Secvența. Publică în S.L.A.S.T., Suplimentul literar al Scânteii Tineretului.
În urma unor conflicte avute cu conducerea publicației Scînteia tineretului, în 1986 este mutat disciplinar la secția Agrară, până în 1987 când este numit redactor șef la revista Teatru, în această funcție îl găsesc evenimentele din 1989.
La cererea ministrului culturii postdecembrist Andrei Pleșu, ca toți lucrătorii din perioada comunistă să-și dea demisia din funcțiile ocupate în acea perioadă, Ion Cristoiu răspunde acestei cereri și își dă demisia din toate funcțiile anterioare.
În 1990 sub conducerea lui Ion Cristoiu apar 3 publicații Expres Magazin, primul ziar privat din România ziarul Observator  și Zig Zag. Ultima publicație reușește să ajungă la un tiraj de 600.000 de exemplare, un record pentru acea perioadă.
După ce demisionează de la conducerea săptămânalului Zig Zag, în 1992 pune bazele ziarului Evenimentul zilei, cotidian considerat deschizătorul presei românești de după 1989. După ce părăsește Evenimentul Zilei, Ion Cristoiu este colaborator la mai multe publicații, printre care: Național, Cotidianul, Azi și Monitorul de București.
În 9 decembrie 2002 Ion Cristoiu a preluat conducerea postului de știri Realitatea TV acționar principal în acea perioadă fiind Silviu Prigoană. În 10 iunie 2003 jurnalistul își depune demisia deoarece nu a dorit să îndeplinească cererile conducerii și anume să concedieze 100 de angajați din totalul celor care lucrau în acel moment la Realitatea TV.
În februarie 2014, creează și conduce site-ul cristoiublog.ro. Aici postează zilnic editorialul său iar din ianuarie 2020 și pastila video zilnică („Jurnalul meu video”). Tot zilnic postează pe site o serie de autori invitați.
Din ianuarie 2020, pe canalul de YouTube CristoiuTv, Ion Cristoiu postează zilnic „Jurnalul meu video” sau pastila video.
La 1 mai 2025, contul său de TikTok a fost suspendat a doua oară în mai puțin de o lună, fără explicații clare (prima dată la 9 aprilie 2025).

### Emisiuni de televiziune
,,Zig zag" , la Antena 3 din 28 octombrie 2009
„Ultimul cuvânt”, la B1 TV, din 29 august 2011.
Gândurile lui Cristoiu (Aleph News) din 2022.

## Controverse
Ion Cristoiu este jurnalistul care a plătit cea mai mare sumă în perioada postdecembristă pentru articolele sale, 650.000.000 lei. Prima condamnare a jurnalistului Ion Cristoiu la plata unor daune morale în valoare de 400.000.000 lei, a avut drept motiv un pamflet scris de acesta la adresa Gabrielei Adameșteanu, în ziarul Ziua în anul 2000. Deși inițial jurnalistul trebuia să plătească o sumă mult mai mică, în ianuarie 2001 un complet format din trei judecători, a hotărât să mărească suma la 400.000.000 lei.
O altă condamnare a avut ca obiect un editorial publicat în ziarul Ziua în anul 2000. În cadrul editorialului, Ion Cristoiu a afirmat despre Cristian Mititelu, director al secției române a BBC World , că „este cel demascat în 1992, de către Sorin Roșca Stănescu, ca fiind fost securist”. Pentru această frază instanța a hotărât pe 9 iunie 2004 că Ion Cristoiu i-a adus prejudicii morale lui Cristian Mititelu și a decis ca jurnalistul să plătească suma de 250.000.000 lei drept reparație morală. După părerea avocatei lui Ion Cristoiu,  Graziela Bârlă, prin acest proces s-a vrut pedepsirea jurnalistului Ion Cristoiu.

### Menționarea în documentele „Securității”
Corneliu Vadim Tudor  în anul 2008 relata public că domnul Ion Cristoiu "A fost mai mult decât turnător, a fost sursă"  [nefuncțională – arhivă]
 , senatorul declara că Ion Cristoiu l-a turnat la Securitate sub numele de cod "Coroiu". Vadim spunea că acest lucru rezulta dintr-o filă a dosarului său de Securitate aflat la CNSAS. Afirmațiile lui Corneliu Vadim Tudor nu au putut fi confirmate niciodată.  
Mădălin Hodor, istoric și cercetător român, a relatat în revista Revista 22 , în 2018, un document ținut în secret pentru publicul larg mai mult de 11 ani. Un document, cu 204 colaboratori ai Securității, ascunse de CNSAS, desecretizate din 2007 în care potrivit Consiliului Național pentru Studiul Arhivelor Securității, Ion Cristoiu apare în baza de date atât în Indexul surselor, în fișierul SIE (Foreign Intelligence Service România) număr 41448, cât și în indexul de urmăriri, de două ori, ca scriitor, cu un nume conspirativ la „Coroiu”, 1987, și în calitate de redactor-șef adjunct la „Scînteia tineretului”, în atenția Securitatea Municipiului București (abreviat SMB), 1983, 1984 . 
Cercetătorul a acordat un interviu unei alte reviste Newsweek România tot în 2018, unde care a vorbit despre faptul că jurnalistul este menționat, ca sursă „Coroiu”, în documente din arhivele fostei Securități , agenția de poliție secretă a Republica Socialistă România din regimul comunist.
Istoricul Marius Oprea a atras atenția asupra faptului că documentul publicat de Revista 22 reprezintă doar o listă simplă întocmită de Securitate, ceea ce înseamnă că nu toți cei din acea listă au fost colaboratori cu adevărat.

### Procesul lui Ion Cristoiu împotriva lui Mădălin Hodor
Ion Cristoiu l-a acționat în judecată pe istoricul CNSAS, Mădălin Hodor, după ce acesta a acordat revistei Newsweek România un interviu în care vorbea despre faptul că jurnalistul este menționat în documente din arhiva fostei Securități, ca sursa „Coroiu”. 
Istoricul și cercetătorul Mădălin Hodor, dat în judecată de Cristoiu după ce a publicat o listă cu foști colaboratori ai Securității în care apărea și numele ziaristului, a cerut instanței să solicite de la CNSAS o serie de documente din arhiva instituției. Potrivit răspunsului CNSAS, Ion Cristoiu figurează în baza de date, atât în Indexul de colaboratori, în dosarul SIE (Serviciul de Informații Externe) 41448, cât și în Indexul de urmăriți, de două ori, ca scriitor, cu nume conspirativ TO „Coroiu”, anul 1987, și ca redactor-șef adjunct la „Scînteia Tineretului”, în atenția SMB (Securitatea Municipiului București), anii 1983, 1984.
La 18 aprilie 2019, Judecătoria Sectorului 3 a respins acțiunea intentată de jurnalist împotriva istoricului CNSAS.
Apelul declarat de jurnalistul Ion Cristoiu împotriva sentinței date de prima instanță a fost respins de către magistrații Tribunalului București prin decizia definitivă din 28 noiembrie 2019.
Pe 19 aprilie 2018, lui Mădălin Hodor i-a fost suspendată acreditarea de cercetător al CNSAS „în conformitate cu prevederile art. 39 alin. 7 din Hotărârea nr. 2 din 18.12.2008, privind adoptarea regulamentului de organizare și funcționare al CNSAS, conform căruia «Colegiul CNSAS poate retrage acreditarea cercetătorilor care utilizează documentele puse la dispoziție în alte scopuri decât cele exclusive științifice»”, acest lucru înseamnând că informațiile obținute de cercetători din arhiva CNSAS pot fi folosite în articole de presă, în cărți, în studii, în conferință, în teze de licență sau de doctorat.

## Operă
- Personaje de rezervă, (1985)
- Lumea literaturii, (1986)
- Povestitorii, (1988)
- Punct si de la capat (1991)
- Un pesimist la sfârșit de mileniu (1999)
- Singur împotriva tuturor
- Seria Istoria ca telenovelă:

1. Istoria ca telenovelă, vol 1 (2003)
2. Istoria ca telenovelă, vol 2 (2003)
3. De la o lovitură de stat la alta (2006)

- Lumea văzută de un român rupt în fund[15]
- De la dosarele Legiunii la dosarele Securității (2006)
- „O lovitură de stat prost mascată” (2010)[16]
- „Găina fără bilet - proză satirică” (2010)
- „Adevărata moarte a lui Carol al II-lea” (2011)[17]
- „Agentul CIA cu talpa ruptă” (2012), proză satirică[18]
- Dușmanul de clasă, de la caricatură la plutonul de execuție, 2012,[19]
- „Decembrie 1989: Un talmeș-balmeș bine regizat” (2 volume), 2021
- „Crunta exploatare a sînului Julietei”, 2022
- „Cui i-e frică de mareșalul Antonescu - proză politică”, 2023

## Distincții
- Membru de onoare al Academiei Oamenilor de Știință din România (AOSR), unde și fostul președinte al României, Traian Băsescu, a fost primit ca membru, de asemenea fără să se știe care ar putea fi meritele științifice în baza cărora s-a făcut aceasta. În perioada comunistă, în aceeași instituție au fost făcuți membri și Nicolae Ceaușescu împreună cu soția acestuia, Elena Ceaușescu, tot fără a se ști care erau fundamentele științifice ale acestor nominalizări. [20][21]